# Tournefeuille
Tournefeuille este un oraș în Franța, în departamentul Haute-Garonne, în regiunea Midi-Pirinei. Face parte din aglomerația orașului Toulouse.
1. ↑  répertoire géographique des communes, accesat în 26 octombrie 2015
2. ↑  dataset of postal codes in France, 1 octombrie 2018